# Olympische Winterspiele 1992/Nordische Kombination

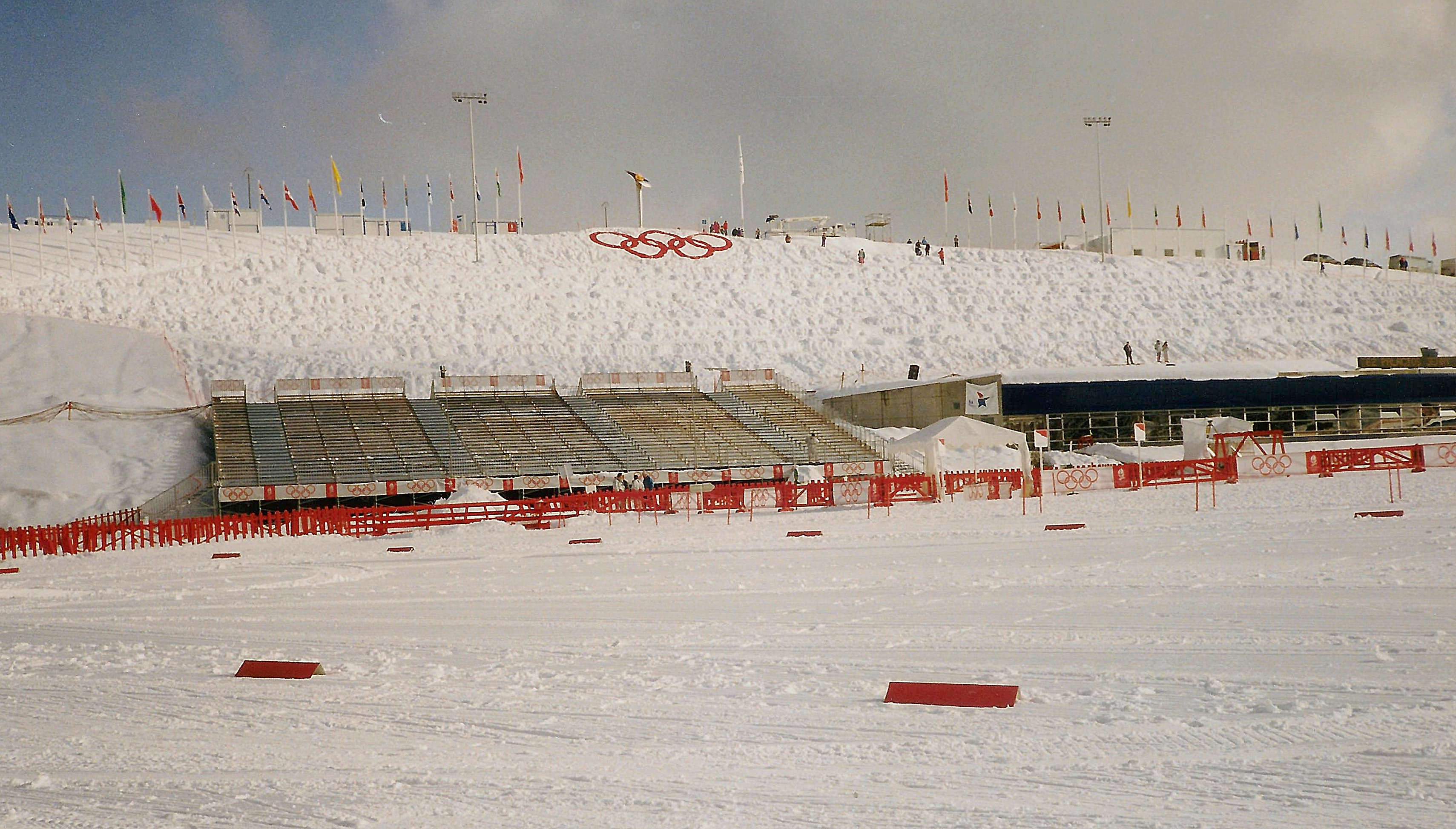
Langlaufstadion in Les Saisies während Albertville 1992

Bei den XVI. Olympischen Spielen 1992 in Albertville fanden zwei Wettbewerbe in der Nordischen Kombination statt.
Austragungsort war das Skistadion von Les Saisies in einer Höhe von 1604 m auf dem Gemeindegebiet von Hauteluce sowie die Sprunganlage Tremplin du Praz in Courchevel.

## Wettbewerbe und Austragungsmodus
Bei den Spielen von Albertville gab es in der Nordischen Kombination keine Neuerungen. Zum zweiten Mal kamen zwei Disziplinen zur Austragung.
1. Einzelwettbewerb: Das Springen wurde wie bisher auch in drei Durchgängen entschieden, wobei die jeweils beiden besten Sprünge für jeden Athleten gewertet wurden.[1] Beim Langlauf über fünfzehn Kilometer am darauffolgenden Tag kam zum zweiten Mal die Gundersen-Methode zur Anwendung. Die Teilnehmer nehmen dabei das Rennen mit ihren Abständen aus dem Springen auf, sodass die Reihenfolge zu jeder Zeit den Gesamtstand repräsentiert und am Ende auch den Endstand darstellt.[2]
2. Teamwettbewerb: Wie bei den Spielen vier Jahre zuvor bestand jedes Team aus drei Athleten, die wie im Einzelwettkampf jeweils drei Sprünge absolvierten, von denen die besten beiden in die Wertung kamen.[3] Am nächsten Tag kam es zur Entscheidung durch eine 3 × 10-km-Langlaufstaffel, die wie im Einzelwettbewerb am Tag nach dem Springen per Gundersen-Methode durchgeführt wurde.[4]

## Bilanz

### Medaillenspiegel
| Platz  | Land       | Gold | Silber | Bronze | Gesamt |
| ------ | ---------- | ---- | ------ | ------ | ------ |
| 1      | Frankreich | 1    | 1      | –      | 2      |
| 2      | Japan      | 1    | –      | –      | 1      |
| 3      | Norwegen   | –    | 1      | –      | 1      |
| 4      | Österreich | –    | –      | 2      | 2      |
| Gesamt | Gesamt     | 2    | 2      | 2      | 6      |

### Medaillengewinner
| Disziplin  | Gold                                            | Silber                                                          | Bronze                                                  |
| ---------- | ----------------------------------------------- | --------------------------------------------------------------- | ------------------------------------------------------- |
| Einzel     | Fabrice Guy (FRA)                               | Sylvain Guillaume (FRA)                                         | Klaus Sulzenbacher (AUT)                                |
| Mannschaft | JapanReiichi Mikata Takanori Kōno Kenji Ogiwara | NorwegenKnut Tore Apeland Trond Einar Elden Fred Børre Lundberg | ÖsterreichStefan Kreiner Klaus Ofner Klaus Sulzenbacher |

## Einzelwettbewerb

### Ausgangssituation
1988 hatte der Österreicher Klaus Sulzenbacher die Silbermedaille in der Nordischen Kombination gewonnen. Seitdem war er bei allen großen Wettbewerben immer ganz vorne dabei, gewann 1987/88 und 1989/90 den Gesamtweltcup, kam 1988/89 und 1990/91 im Weltcup auf den zweiten Platz und wurde 1991 Vizeweltmeister. Zu Beginn der Saison 1991/92 waren er und der norwegische Weltmeister von 1991 Fred Børre Lundberg, der 1990/91 auch den Weltcup für sich entschieden hatte, die Topfavoriten. In der olympischen Saison 1991/92 gewann der Franzose Fabrice Guy vier der fünf Weltcup-Events, womit er zum eigentlichen Favoriten aufstieg.

### Ergebnis
| Rang | Land | Athlet              | Springen    | Langlauf              | Endzeit [min] |
| Rang | Land | Athlet              | Pkte. (Pl.) | Nettozeit [min] (Pl.) | Endzeit [min] |
| ---- | ---- | ------------------- | ----------- | --------------------- | ------------- |
| 01   | FRA  | Fabrice Guy         | 222,1 0(3)  | 43:45,4 0(6)          | 44:28,1       |
| 02   | FRA  | Sylvain Guillaume   | 208,1 (13)  | 43:00,5 0(3)          | 45:16,5       |
| 03   | AUT  | Klaus Sulzenbacher  | 221,6 0(4)  | 44:48,4 (13)          | 45:34,4       |
| 04   | NOR  | Fred Børre Lundberg | 211,9 0(9)  | 44:04,1 0(9)          | 45:54,8       |
| 05   | AUT  | Klaus Ofner         | 228,5 0(1)  | 45:57,9 (21)          | 45:57,9       |
| 06   | EST  | Allar Levandi       | 206,4 (14)  | 43:34,8 0(5)          | 46:02,2       |
| 07   | JPN  | Kenji Ogiwara       | 215,3 0(6)  | 44:57,5 (16)          | 46:25,5       |
| 08   | POL  | Stanisław Ustupski  | 202,6 (18)  | 44:03,5 0(8)          | 46:56,2       |
| 09   | NOR  | Trond Einar Elden   | 181,9 (39)  | 42:01,2 0(1)          | 47:11,9       |
| 10   | NOR  | Knut Tore Apeland   | 190,7 (35)  | 43:11,9 0(4)          | 47:23,9       |
|      |      |                     |             |                       |               |
| 12   | GER  | Thomas Dufter       | 210,8 (10)  | 45:54,9 (20)          | 47:52,9       |
| 14   | SUI  | Andreas Schaad      | 201,1 (20)  | 44:59,4 (17)          | 48:02,1       |
| 16   | GER  | Hans-Peter Pohl     | 212,5 0(8)  | 46:55,0 (26)          | 48:41,7       |
| 18   | AUT  | Stefan Kreiner      | 214,8 0(7)  | 47:10,4 (27)          | 48:41,8       |
| 26   | SUI  | Hippolyt Kempf      | 189,7 (26)  | 46:05,8 (22)          | 50:24,5       |
| 29   | SUI  | Marco Zarucchi      | 201,1 (21)  | 47:52,6 (33)          | 50:55,3       |
| 32   | AUT  | Günter Csar         | 193,3 (31)  | 47:34,0 (29)          | 51:28,7       |
| 35   | GER  | Sven Leonhardt      | 197,2 (26)  | 48:59,9 (36)          | 52:28,6       |
| 38   | SUI  | Urs Niedhart        | 179,3 (41)  | 48:39,4 (35)          | 54:07,4       |

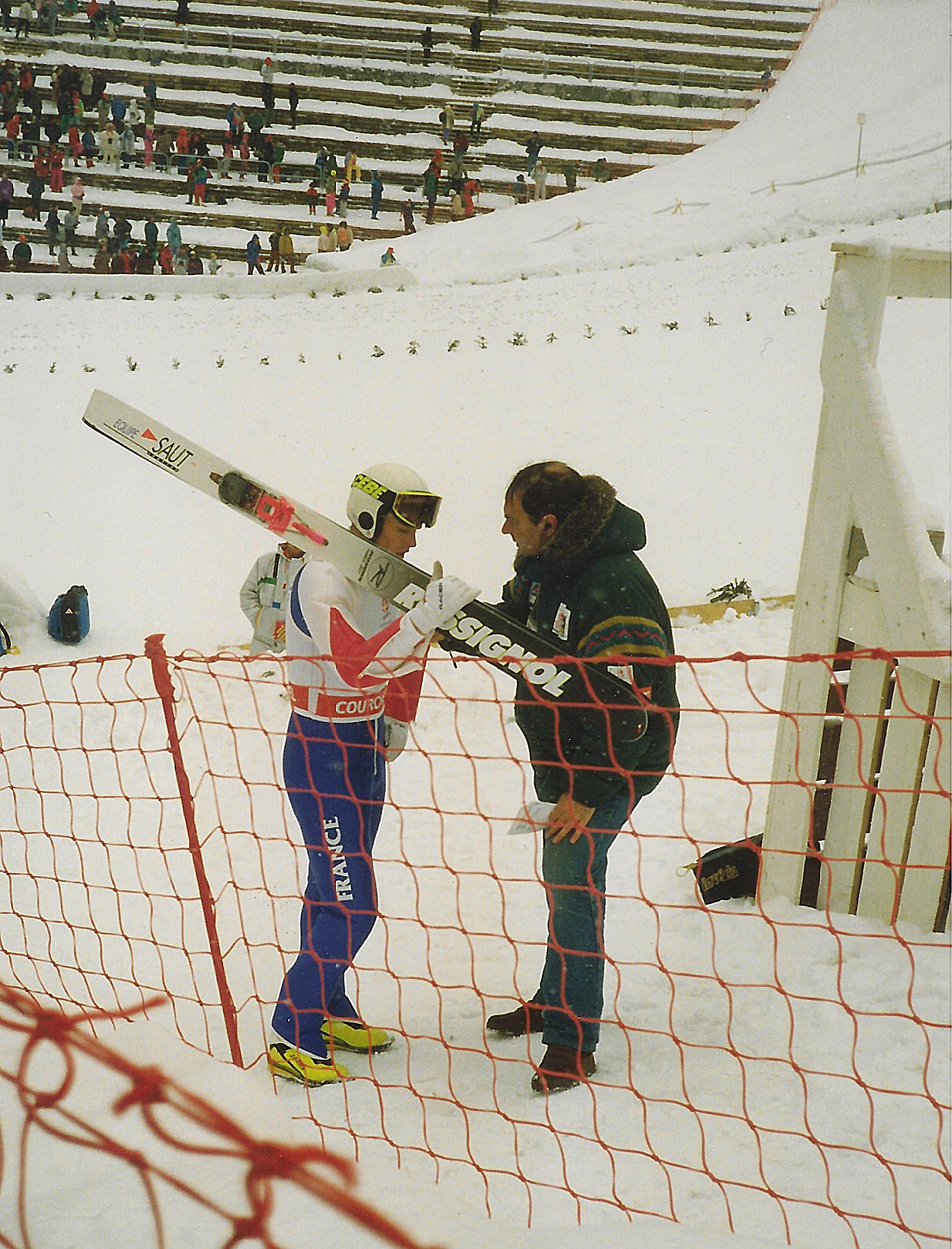
Olympiasieger Fabrice Guy

Springen: 11. Februar 1992, 10:30 Uhr
15 km Langlauf: 12. Februar 1992, 14:30 Uhr
Im Springen lag der Österreicher Klaus Ofner, der bei den Weltmeisterschaften 1991 Dritter geworden war, mit 228,5 Punkten vorn. Der mitfavorisierte Franzose Fabrice Guy folgte mit 222,1 Punkten als Dritter, was ihm einen Startrückstand von nur 42,7 Sekunden bescherte. Aber noch wichtiger war, dass Klaus Sulzenbacher, der normalerweise auf der Schanze deutlich stärker als Guy einzuschätzen war, mit 221,6 Punkten um 3,3 Sekunden hinter dem Franzosen lag, Der amtierende Weltmeister Fred Børre Lundberg aus Norwegen hatte mit 1:08,0 Minuten einen noch größeren Rückstand auf Guy aufzuholen. Der im Springen zweitplatzierte Japaner Reiichi Mikata war im Langlauf nicht stark genug, um mit Medaillenchancen ins Rennen zu gehen.
Der nach dem Springen führende Ofner war wie Mikata kein guter Läufer. Schnell musste Ofner seine Spitzenposition abgeben, wurde am Ende als 21. des Langlaufs aber immerhin Gesamtfünfter. Guy übernahm bald die Führung und setzte sich auf den ersten fünf Kilometern von Sulzenbacher ab. Von Lundberg drohte nie eine Gefahr, doch ganz überraschend arbeitete sich Guys Teamkollege Sylvain Guillaume mit der drittschnellsten Laufzeit noch weit nach vorne und gewann die Silbermedaille. Für Sulzenbacher gab es nach Silber 1988 diesmal Bronze. Für Guillaume blieb dieser Erfolg einzigartig, während Guy auch später noch ausgezeichnete Ergebnisse erzielte. So wurde er 1991/92 gesamtweltcupsieger und gewann Weltmeisterschaften 1997 WM-Bronze. Lundberg blieb als Vierter diesmal medaillenlos im Einzelwettbewerb, gewann jedoch fünf Tage später Silber im Teamwettbewerb. Bei den Spielen 1994 in Lillehammer sollte ihm dann auch der Olympiasieg gelingen.

## Mannschaftswettbewerb

### Ausgangssituation
Bei Weltmeisterschaften war der Mannschaftswettbewerb bereits seit 1982 im Programm. Seitdem hatten Norwegen zweimal, BR Deutschland zweimal, die DDR und Österreich je einmal den WM-Titel errungen. Erster Olympiasieger war vier Jahre zuvor BR Deutschland geworden. Aktuell waren die deutschen Athleten allerdings nicht mehr so stark einzuschätzen. Als Weltmeister des Vorjahrs ging Österreich an den Start, Frankreich war Zweiter und die überraschenden Japaner Dritter geworden. Als vierter Mitfavorit für den Kampf um die Medaillen war Norwegen anzusehen.

### Ergebnis
| Rang | Land           | Athleten                                                | Springen    | Langlauf            | Endzeit [h] |
| Rang | Land           | Athleten                                                | Pkte. (Pl.) | Nettozeit [h] (Pl.) | Endzeit [h] |
| ---- | -------------- | ------------------------------------------------------- | ----------- | ------------------- | ----------- |
| 01   | Japan          | Reiichi Mikata Takanori Kōno Kenji Ogiwara              | 645,1 0(1)  | 1:23:36,5 0(6)      | 1:23:36,5   |
| 02   | Norwegen       | Knut Tore Apeland Fred Børre Lundberg Trond Einar Elden | 569,9 0(6)  | 1:18:46,9 0(1)      | 1:25:02,9   |
| 03   | Österreich     | Klaus Ofner Stefan Kreiner Klaus Sulzenbacher           | 615,6 0(2)  | 1:22:49,6 0(3)      | 1:25:16,6   |
| 04   | Frankreich     | Francis Repellin Sylvain Guillaume Fabrice Guy          | 578,4 0(5)  | 1:20:19,0 0(2)      | 1:25:52,0   |
| 05   | Deutschland    | Hans-Peter Pohl Jens Deimel Thomas Dufter               | 609,7 0(3)  | 1:25:24,9 0(8)      | 1:28:21,9   |
| 06   | Tschechien     | Josef Kovařík Milan Kučera František Maka               | 576,4 0(8)  | 1:24:29,2 0(7)      | 1:32:41,2   |
| 07   | Finnland       | Pasi Saapunki Jari Mantila Teemu Summanen               | 561,2 0(7)  | 1:25:44,3 0(9)      | 1:32:43,3   |
| 08   | USA            | Joe Holland Tim Tetreault Ryan Heckman                  | 591,3 0(4)  | 1:28:15,8 (10)      | 1:32:44,8   |
| 09   | Estland        | Ago Markvardt Peter Heli Allar Levandi                  | 525,9 (10)  | 1:23:20,9 0(4)      | 1:33:16,9   |
| 10   | Schweiz        | Hippolyt Kempf Andreas Schaad Marco Zarucchi            | 521,9 (11)  | 1:23:22,4 0(5)      | 1:33:38,4   |
| 11   | Vereintes Team | Andrei Dundukow Sergej Schwagirew Waleri Stoljarow      | 545,3 0(9)  | 1:29:38,2 (11)      | 1:37:57,2   |

Springen: 16. Februar 1992, 13:00 Uhr
Langlauf 3 × 10 km: 17. Februar 1992, 14:30 Uhr
11 Teams am Start, alle in der Wertung
Auf der Sprungschanze erarbeiteten sich die Japaner mit einem Vorsprung von fast zweieinhalb Minuten eine souveräne Führung. Dahinter folgte der amtierende Weltmeister Österreich vor Deutschland (Rückstand fast drei Minuten). Die laufstarken Norweger hatten als Sechste bereits satte 6:16 Minuten auf Japan aufzuholen, was kaum möglich war. Frankreich mit dem Einzelolympiasieger Fabrice Guy und dem Olympiadritten Sylvain Guillaume lag mehr als fünfeinhalb Minuten hinter Japan auf Rang fünf.
In der Staffel erzielte Norwegen die schnellste Zeit, was aber nur noch zu Silber reichte. Die von Beginn an führenden Japaner waren zwar nur die sechstbeste Staffel, gaben jedoch ihre Spitzenposition nie ab und wurden Olympiasieger mit einem Vorsprung von 1:26,4 Minuten. Österreich fiel mit der drittschnellsten Staffelleistung noch auf den dritten Gesamtrang zurück, was ihnen aber die Bronzemedaille einbrachte. Das französische Team aus dem Gastgeberland zog vorbei an den USA und BR Deutschland, musste aber Norwegen passieren lassen und kam damit auf den medaillenlosen vierten Platz.